# Öringtjärnarna
Öringtjärnarna är en sjö i Skellefteå kommun i Västerbotten och ingår i Byskeälvens huvudavrinningsområde. Öringtjärnarna ligger i Byskeälven Natura 2000-område.